# فرایند نقطه‌ای
در نظریه احتمالات، آمار، فرایند نقطه‌ای یا «میدان تصادفی نقطه‌ای» عبارتست از مجموعه ای از نقاطی که به صورت تصادفی در فضای ریاضی زمینه‌هایی چون خط حقیقی، صفحه دکارتی، یا فضاهای اتزاعی دیگر جای داده شده‌اند. پردازش نقطه‌ای می‌تواند به عنوان م دل‌های ریاضی اتفاقات یا اشیایی که به صورت نقطه در بعضی انواع فضاها قابل نمایش باشند مورد استفاده واقع شود.

## کاربردها
زمینه‌های کاربردی فرایند نقطه‌ای در تعیین فواصل زمانی تصادفی است. مثل ورود مشتری به یک فروشگاه، ضربان‌های سلول عصبی. مکان‌یابی درخت‌های یک بیشه. فرایند نقطه‌ای در علوم زیر کاربرد گسترده‌ای دارد:
- بوم‌شناسی
- جغرافی
- واگیرشناسی
- زلزله‌شناسی
- مواد
- نجوم
- مخابرات
- عصب سنجی
- اقتصاد

## محاسبات
تفاوت بین فرایند نقطه‌ای و فرایند تصادفی در این است که فرایند نقطه‌ای در یک فضای خاص تعریف می‌شود.
فضای حالت بیان کننده فضا یا مجموعه مقدارهایی است که متغیر تصادفی مربوط به فرایند تصادفی خواهد داشت. مثلاً دربارهٔ تاس، فضای حالت ۱ ۲ ۳ ۴ ۵ ۶ است.
پرکاربردترین روش فرایند نقطه‌ای، توزیع پواسن می‌باشد.